# Passaggio a nord-est

Il passaggio a nord-est (in blu) confrontata con la rotta tradizionale attraverso il canale di Suez (in rosso)

Il passaggio a nord-est è una rotta navale che, partendo dal Mare del Nord, prosegue nel Mar Glaciale Artico lungo la costa della Siberia e, attraverso lo stretto di Bering e il mare di Bering, raggiunge l'Oceano Pacifico.

## Storia delle esplorazioni
Il primo esploratore che tentò di percorrere il passaggio fu l'inglese Hugh Willoughby, che nel 1553 guidò una spedizione che riuscì ad avvistare le coste dell'arcipelago della Novaja Zemlja.
Il primo a percorrere completamente il passaggio fu invece l'esploratore svedese Adolf Erik Nordenskiöld, il quale, partito da Göteborg, in Svezia, il 4 luglio 1878 con la baleniera Vega, dopo essere rimasto bloccato dai ghiacci per 10 mesi nei pressi dello stretto di Bering riuscì a raggiungere il porto di Yokohama. Tra l'equipaggio della spedizione figurava anche l'ufficiale italiano Giacomo Bove, che poi partecipò anche all'esplorazione idrografica russa del 1910-1915, spedizione che portò a termine il passaggio a nord-est con una sosta di svernamento presso la penisola del Tajmyr.
Tra il 1932 e il 1964 operò in Unione Sovietica la Direzione generale della Rotta Marittima del Nord, un ente pubblico costituito allo scopo di gestire la navigazione sulla rotta marittima artica tra l'Europa ed il Pacifico.
Tra il 2008 e il 2009, una spedizione italo-norvegese provò ad effettuare per la prima volta il passaggio a nord-est via terra.
Nel 2019 il cutter a vela italiano di 15 metri Best Explorer, comandato dallo skipper e expedition leader Giovanni Acquarone, percorre per intero il passaggio a nord-est navigando da Osaka in Giappone (1º giugno 2019) fino a Tromsø in Norvegia (3 ottobre 2019) lungo la rotta artica denominata Northern Sea Route, facendo tappa a Kushiro sull'isola di Hokkaidō, Petropavlovsk in Kamčatka, Providenija in prossimità dello stretto di Bering, Pevek sulla costa artica della Čukotka, Tiksi sulla costa artica della Siberia e, dopo aver raggiunto la latitudine massima di 77°49' N a Capo Čeljuskin, ha raggiunto Murmansk nella Russia europea e, quindi, rientrando a Tromsø, lasciata a giugno del 2012.
Con l'occasione Best Explorer ha conseguito il primato italiano nel passaggio a nord-est e contestualmente ha completato (seconda al mondo) il periplo dell'Oceano Artico e del Polo nord, avendo già percorso nel 2012 – sempre al comando di Nanni Acquarone – l'altra metà del periplo come prima imbarcazione della storia della navigazione italiana ad aver superato con successo il leggendario passaggio a nord-ovest.